# أولدنبورغ
أولدنبورغ (بالألمانية: Oldenburg)‏ هي مدينة تقع في ولاية ساكسونيا السفلى في شمال ألمانيا.

## تاريخها
أولدنبورغ كانت مدينة غنية أثناء حرب الثلاثين عاما في القرن السابع عشر حيث كانت تزداد قوة تأثيرها وعدد سكانها.
في سنة 1667 أصيبت المدينة بوباء مدمر ، وبعدها بزمن قصير اصابها حريق هائل. الملوك الدنماركيين اللذين حكموا المدينة اهملوها ولم يبالوا باصلاحها وبقيت المدينة بلا رعاية وفقدت اهميتها. فقط عندما انتها الحكم الدنماركي في عام 1773 بدأ اصلاح المدينة وبناء المباني على الطريقة النيو كلاسيكية .
بعد الحرب العالمية الثانية سنة 1945, عندما وصل إليها الكثير من اللاجئين بدأ عدد سكانها بالنمو وتجاوز المئة ألف نسمة.المدينة تقريبا لم تتضرر من الحرب في عام 1946 أصبحت أولدنبورغ جزء من ولاية ساكسونيا السفلى.

## توأمة
لأولدنبورغ اتفاقيات توأمة مع كل من:
- شوليه (1985 - )
- Høje-Taastrup Municipality [الإنجليزية]‏ منذ (1978 - )
- خرونينغن (1989 - )
- محج قلعة (1989 - )
- كينغستون [الإنجليزية]‏ منذ (2010 - )
- Rügen (district) [الإنجليزية]‏ منذ (1990 - )
- المجلس الإقليمي لمطه أشر [الإنجليزية]‏ منذ (1996 - )

## أعلام
- لودفيغ أوسكار
- كارل ياسبرس
- كارل هنريكس
- ويلهلم جدعون
- سيسيليا أميرة السويد
- كريستيان الأول ملك الدنمارك